# BAND FOR "SANKA"
BAND FOR "SANKA"（バンド・フォー・サンカ）は2008年に結成された、北京オリンピックでの日本選手団応援を目的とする、日本国内の11組・20名の実力派ミュージシャンによるバンドプロジェクトである。
「音楽のもつパワーで選手団を元気にしたい」というギタリスト、佐橋佳幸の呼びかけによるもので、日本オリンピック委員会とのタイアップの元、選手団の公式応援曲として、シングル曲『笑ってみせてくれ』をワーナーミュージック・ジャパンから6月25日に発売した。なお、プロジェクト名の『SANKA』には、選手たちへの『賛歌』と、このスーパーバンドへの『参加』という2つの意味があるという。

## ディスコグラフィー

### シングル
1. 笑ってみせてくれ（発売：2008年6月25日 / 品番：WPCL-10484）
  1. 笑ってみせてくれ（作詞・作曲：トータス松本・佐橋佳幸・小田和正）
  2. 笑ってみせてくれ <Original Demo Version>
  3. 笑ってみせてくれ <Instrumental>